# Kanianka lnowa

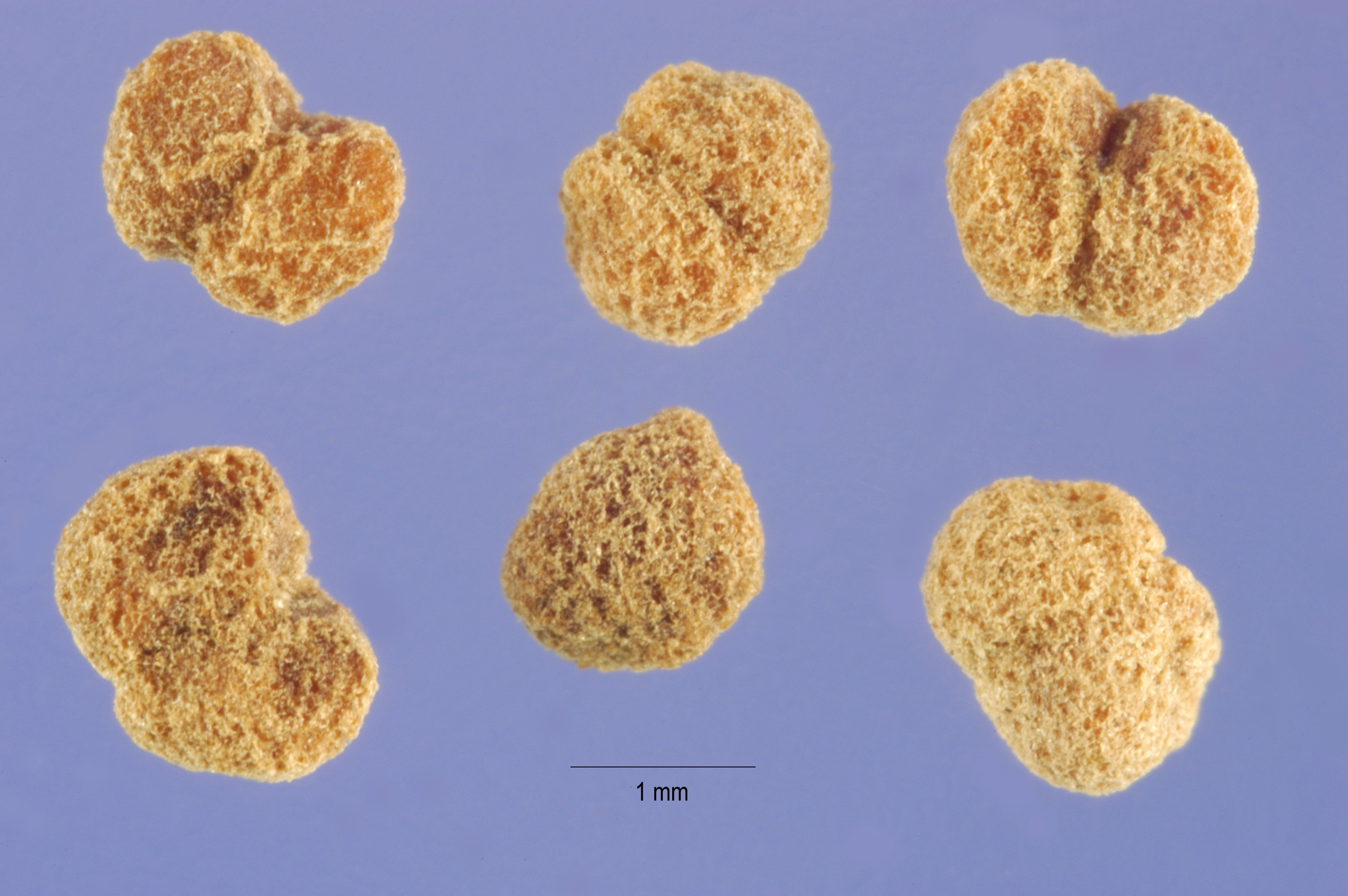
Nasiona

Kanianka lnowa (Cuscuta epilinum Weihe) – gatunek rośliny jednorocznej należący do rodziny powojowatych (Convolvulaceae). Jest pasożytem całkowitym lnu. Pochodzi z obszaru śródziemnomorskiego. W polskiej florze jest archeofitem. Niegdyś była rośliną dość pospolitą w uprawach lnu, obecnie w Polsce jest rośliną wymarłą.

## Morfologia
ŁodygaPojedyncza lub rozgałęziona, nitkowata (0,5 - 0,8 mm grubości), dorasta do długości do 1 m. Zielonożółta lub różowa.
KwiatyDrobne, zielonożółte, siedzące, zebrane w kuliste, gęste kłębiki o średnicy 10–15 mm. Ich korona ma rurkę rozdętą, niemal kulistą i zaostrzone ząbki płatków, w gardzieli występują osklepki przylegające do rurki korony. Osklepki mają półokrągły lub podługowaty kształt, nie są podzielone, lecz tylko ząbkowane i wyrastają poniżej nasady pręcików. Słupek dwukrotny. Długość szyjki słupka wraz ze znamieniem mniejsza od długości zalążni. Znamiona słupka prawie równe grubością szyjce, wydłużone, nitkowate. Roślina samopylna lub owadopylna.
OwoceKuliste torebki z otwierającym się wieczkiem. Nasiona okrągłe, pojedyncze lub podwójne. Nasiona w stanie suchym nie tracą zdolności kiełkowania przez 13 lat.

## Biologia
Roślina trująca
Cykl życiowy
Z nasion po wykiełkowaniu powstaje nitkowata siewka, która zapuszcza do ziemi korzeń służący jej do pobierania wody i soli mineralnych. Nitkowaty pęd rosnąc zatacza koła. Rośnie szybko (do 2,5 cm na dobę). Wytwarza się na nim strefa haustorialna. Rosnący pęd nie przeprowadza fotosyntezy, lecz korzysta ze zgromadzonych w nasieniu substancji zapasowych. Siewki dorastają do długości 8 cm i przy braku rośliny żywicielskiej mogą żyć do 20 dni, a następnie giną. Jeśli napotka na pędy rośliny żywicielskiej, zapuszcza do nich ssawki (haustorium). Jeśli napotkają się dwa pędy kanianki, często pasożytują na sobie wzajemnie. Po zapuszczeniu ssawek do rośliny żywicielskiej korzeń obumiera i kanianka prowadzi całkowicie pasożytniczy tryb życia, czerpiąc od rośliny żywicielskiej wszystkie potrzebne jej składniki - substancje organiczne i wodę wraz z solami mineralnymi.

## Ekologia
Występuje w uprawach lnu, jako chwast.
Nasiona roznoszone są przez owady (zoochoria), oraz przez wodę (hydrochoria). Gatunek charakterystyczny związku Lolio-Linion i zespołu Spergulo-Lolietum remoti.
Roślina introdukowana do flory Ameryki Północnej, gdzie uznana jest za szkodliwy chwast.

## Zagrożenia
Roślina umieszczona na Czerwonej liście roślin i grzybów Polski (2006) w grupie gatunków wymarłych i zaginionych w naturze (kategoria zagrożenia: Ex). W wydaniu z 2016 roku posiada kategorię RE (wymarły na obszarze Polski)..
W Polskiej czerwonej księdze roślin otrzymała kategorię EX. 